# 大森誠二
大森 誠二（おおもり せいじ、1976年3月23日 - ）は、愛知県出身のサッカー選手。ポジションはGK。過去にブラジル留学の経験をもつ。

## 所属クラブ
- 1993年 - 1995年 岡崎城西高等学校（愛知県）
- 1995年 - 1996年 トヨタ自動車（愛知県）
- 1996年 - 1997年 ブラジル（パラナ州）
- 1997年 - 1998年 水戸ホーリーホック
- 1998年 - 1999年 ブラジル（パラナ州）CFZ練習生（リオデジャネイロ州）